# Simmern (Meteorit)
Koordinaten: 49° 58′ 59″ N, 7° 31′ 59″ O
Der Steinmeteorit Simmern ist ein gewöhnlicher Chondrit vom Typ H5 mit einer Masse von insgesamt 1222 g, dessen Fall in Simmern/Hunsrück am 1. Juli 1920 um 9:15 Uhr Ortszeit beobachtet wurde.

## Fall
Nach einem Feuerball verbunden mit Detonationsgeräuschen fielen Steine an mindestens drei Stellen (Simmern, Götzeroth, Hochscheid, alle im Hunsrück) über ein 18,5 km langes und 3 km breites Streufeld. Die drei Steine konnten anschließend geborgen werden, einer davon zerbrach jedoch in vier Teile.

## Beschreibung
Die Matrix des Meteoriten Simmern enthält Olivinkörner, Fe-Ni-Metall und verschiedene andere Phasen.
Es gibt ausgeprägte olivin- und pyroxenreiche Chondren.
Das Pyroxen ist größtenteils Orthopyroxen, aber es wurden auch Orthopyroxen-Klinopyroxen-Kornverbände (englisch intergrowths) gefunden.
In Chromitclustern gefundene Zirkoneinschlüsse belegen ein sehr hohes Alter des Meteoriten.
Mittels kleiner, aber signifikanter Unterschiede zwischen den gewöhnlichen Chromiten und Chromreichen Spinellen (gehören auch zu den Chromiten) konnte die Abkühlungsgeschichte von des Simmern-Meteoriten (wie auch bei anderen Chondriten) weiter charakterisiert werden.

## Stein Götzeroth
Der Fundort des Teilstücks Götzeroth mit 610 g liegt nahe beim Kleinicher Ortsteil Götzeroth auf einem Kartoffelacker, Ost-Südost von Simmern.

## Aufbewahrung
Die größten Teile von Simmern befinden sich Museum für Naturkunde (Berlin) (MFNB: 366 g) und an der Universität Bonn (Uni-BN: 200 g) – Stand 1. Januar 2000.
Ein Fragment mit polierter Schnittfläche (0,301 g) des bei Simmern niedergegangenen Steins, sowie ein Fragment der Schmelzkruste (0.032 g) des bei Götzeroth niedergegangenen Steins (610 g) von befinden sich in der Sammlung des Riesgeologen O. Sachs.